# 風景

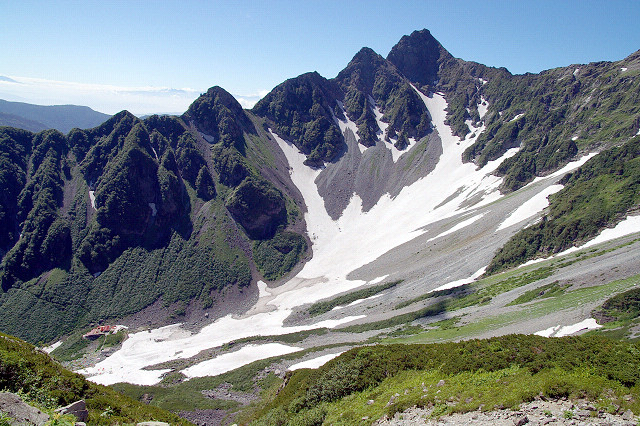
山の風景、涸沢カール

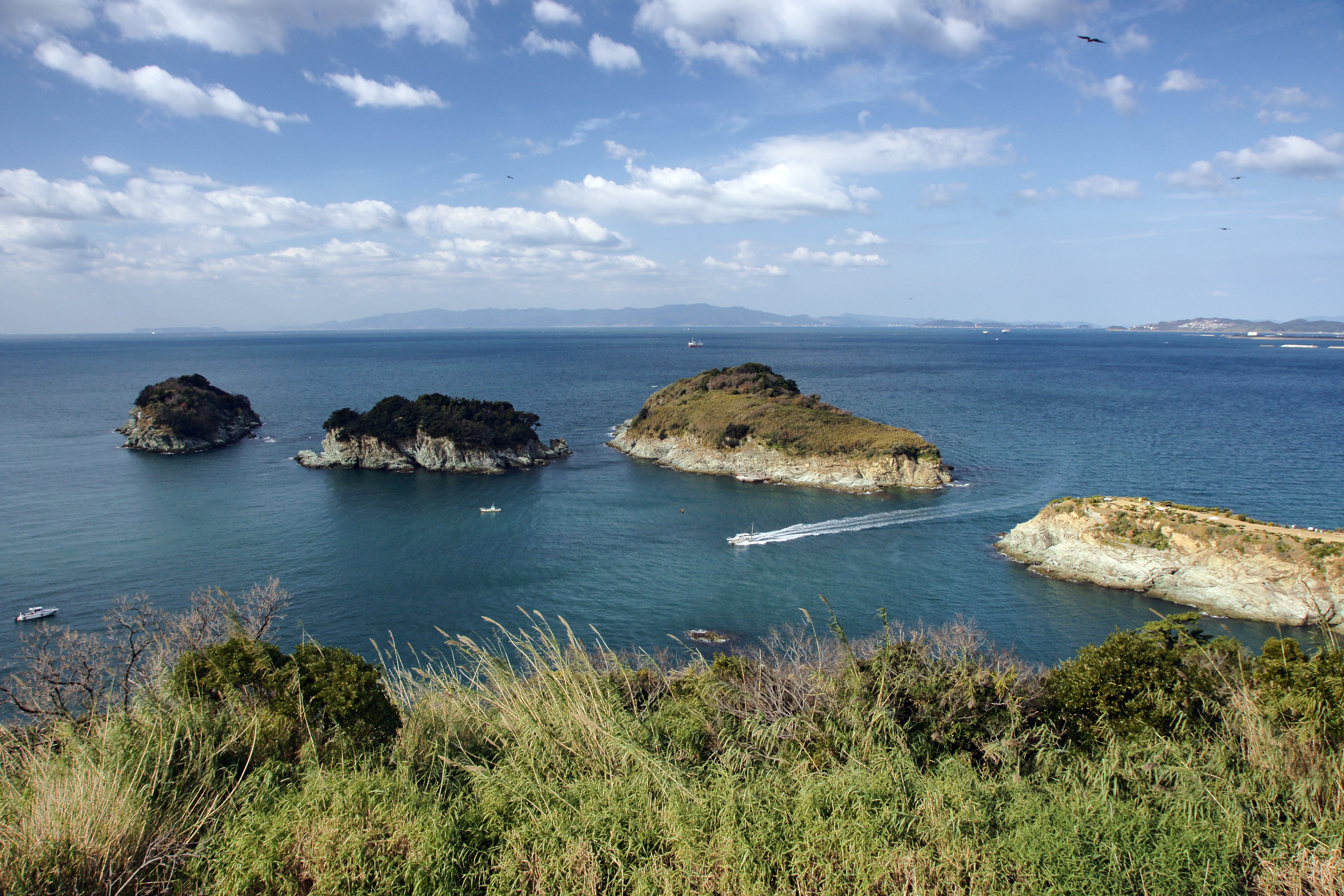
海の風景、雑賀崎

風景（ふうけい）は、目に見える様子、景色のこと。類義語に景観、光景などが挙げられる。絵画作品の題材や写真作品の題材にされたり、観光資源として活用される場合もある。

## 概要
景観は客観的な景色、ランドスケープに用いて、主に都市など人工的なもの（用語例として「都市景観」）、風景は主観的な景色、ランドスケープに用い、主に自然に対して（用語例として「自然風景」）使われることが多い（ただし、盛り場風景、授業風景などの用例もある）。また、光景は瞬間的なもの、景観・風景は持続的なものに使われることが多い。
現在では「景観」と「風景」はほとんど同じ意味で使われる。しかし近代合理主義的理解が支配的だった頃は、「景観」は客観的に対象を記述するもので価他を含まないとされ、「風景」は逆に主観的な情動で客観性に欠けるとされていた。今でも若干その傾向は残っており、風景は「原風景」「風景美」のように、景観は文化的景観、歴史的景観、景観評価のように使われる。

## 日本の風景
古代以来の伝統として、和歌の歌枕があった。名歌に詠まれた土地（名所）を訪れ、古人を偲んで歌を詠む、という伝統があり、住吉の浜などが有名な歌枕であった。
中国で発達した山水画は日本にも大きな影響を与えた。山水画では、名所として瀟湘八景（湖南省洞庭湖付近の風景）が選ばれ、好んで画題とされていた。日本の画人も瀟湘八景を題材としたが、その影響で室町時代末以降、近江八景（琵琶湖付近の風景）が選ばれた。また、雪舟の水墨画「天橋立図」も有名である。

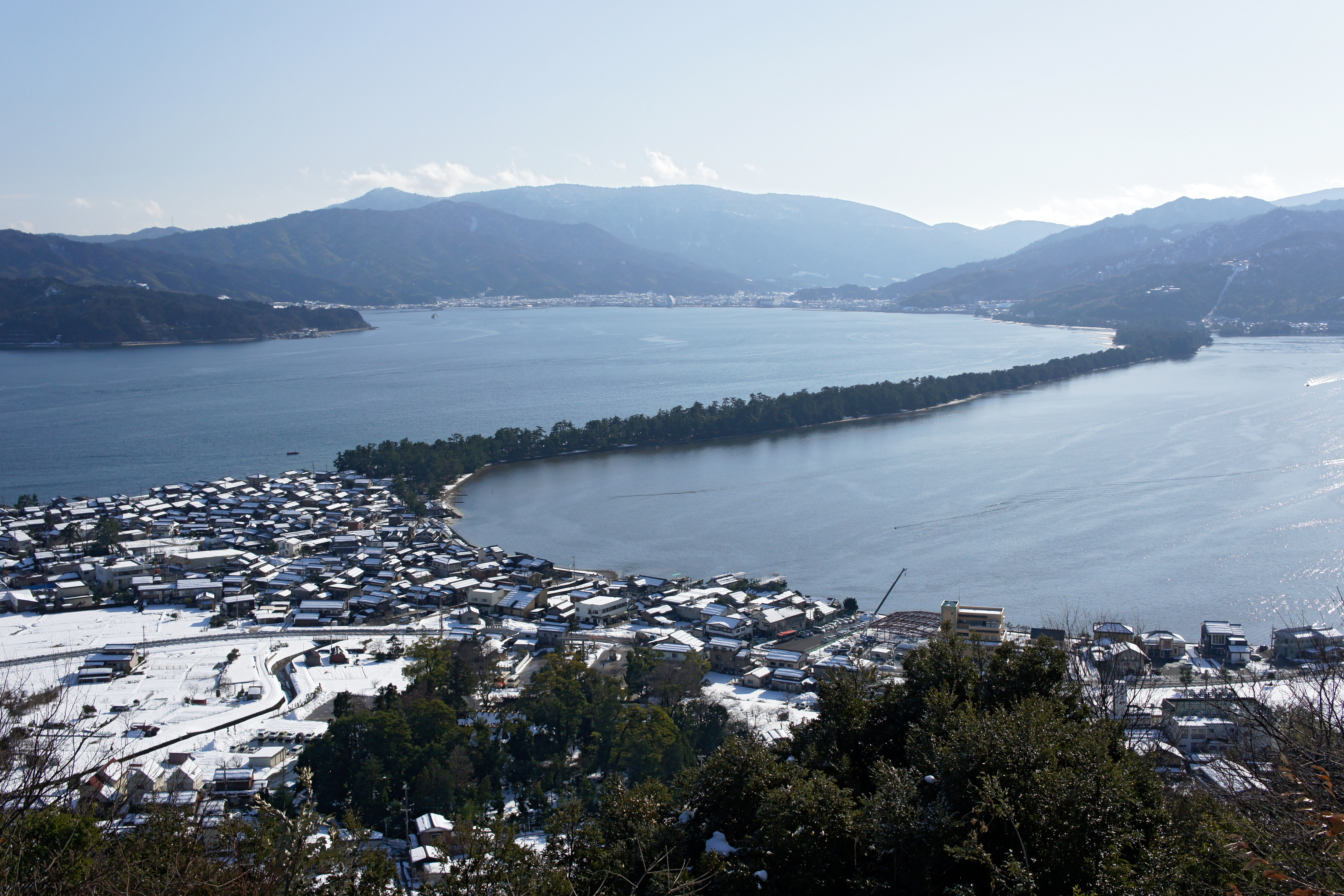
日本三景「天橋立」

江戸時代初期に松島、宮島、天橋立が「日本三処奇観」と呼ばれ、やがて日本三景として定着した。江戸時代は各国の地理に関心が高まった時代で、『都名所図会』『江戸名所図会』などの刊行や、葛飾北斎の「富嶽三十六景」シリーズなども自然風景への関心を示していると言えよう。
明治時代中期にベストセラーとなった志賀重昂の『日本風景論』（1894年）は、日本人に新しい風景観をもたらしたと言われる。ナショナリズムの立場から、日本の風景が変化に富み、優れていることを説いたものであるが、自然の中に美を見出そうとする態度は後に大きな影響を与えた。また、登山について実用的な案内も行っており、登山ブームのきっかけにもなった（アルピニズム参照）。

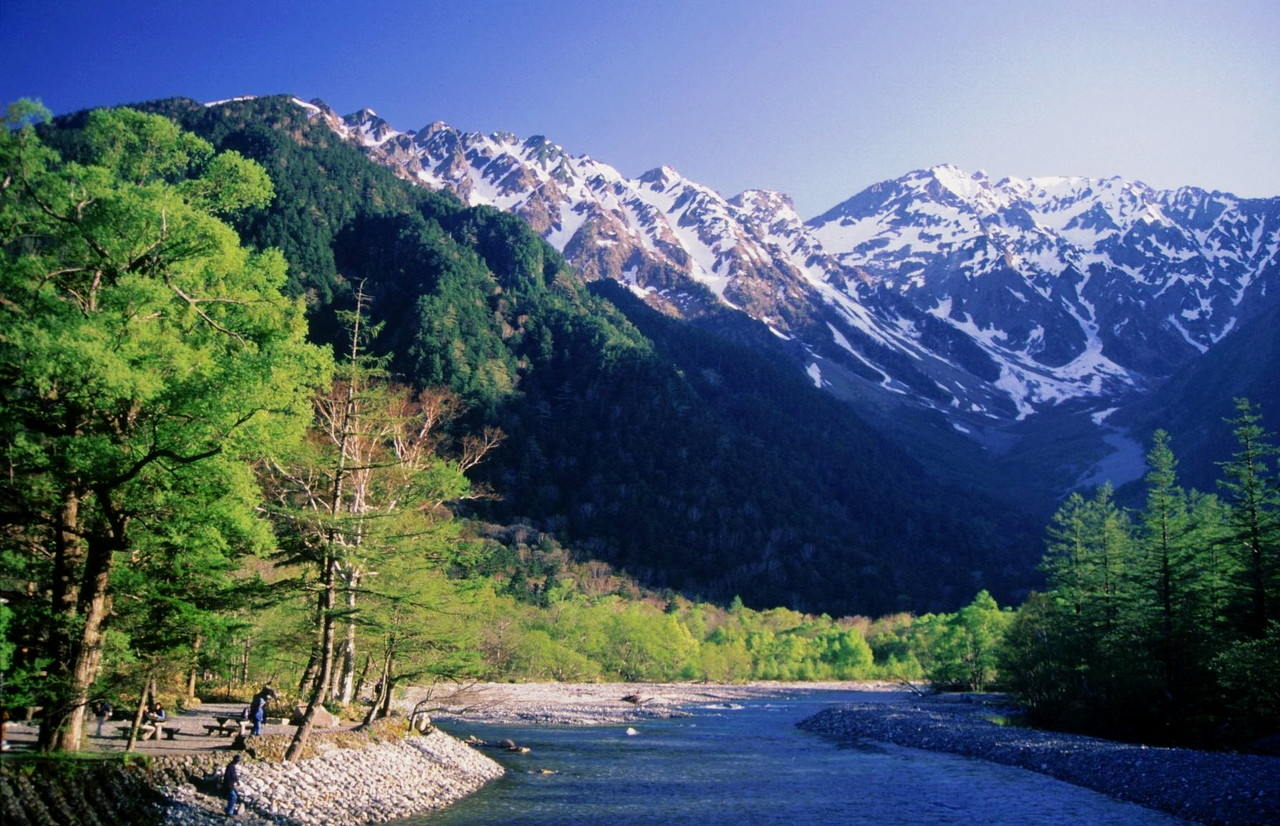
上高地

新たな風景観の中で尾瀬や上高地などが自然風景として評価されるようになった。1934年には国立公園として瀬戸内海、雲仙、霧島の3箇所が初めて指定され、同年、阿寒、大雪山、日光、中部山岳、阿蘇山の5箇所が追加された。また同じ頃、外貨獲得のため観光地を整備するという政策が取られ、その一環で上高地、雲仙、志賀、赤倉、阿蘇、蒲郡、唐津、松島、琵琶湖、川奈、日光などに国際観光ホテルが建設された。鉄道など交通機関の発達も、日本の風景に大きな影響を与えたといえる。
なお、日本における風景の原義は、風光であり、景そのものではなく風と光の織りなすものといった意味があるとの指摘もある。景観と比較して、風景は自然が中心で・人工物は点景である。風景も景観と同じく主体との関係はあるのだが、これを鑑賞できる一定の教養を前提にしているから、その水準での主観性をもちやすい。日本三景、近江八景などはその例である。風景のほうは多分に心情的な面が強く、古くから使われてきたから市民的には使いやすい言葉である。「風景」という言葉には、文学的・芸術的なニュアンスが多く含まれており、景観よりも柔らかで心情的な響きがあって、こちらのほうが的確に表現できる場合もある。文芸評論家奥野健男の『文学における原風景』は作者の心に内在する風景を取り上げたものだが、それ以来「原風景」という用語がよく使われるようになったとされる。これを「原景観」とは言えない。

## 風景鑑賞
自然や人造物の一部を風景ととらえ、主として美的感性によって観察、評価する文化的態度。日本では山水画、浮世絵、和歌や俳句、茶道や庭園などが風景鑑賞の文化を背景に発展した。具体的な風景の影響を受けて生まれた作品も多い。八景式鑑賞法などがある。

## 風景思想
風景とは自然と人間との間につくられる関係で、時代、地域、民族、宗教などによって人々は風景に独特の意味を与えて、その思想を表現する。そこには自然に神を見る思想や死後の禁固を望む考え、自然との関係に先人の知恵を感じる思想や、将来の可能性を見る立場などがある。

## 風景地
優れた自然景観をもつ地域。近代以前の地上には、風光明媚な地域や場所は無数に存在したといわれるが、その中で多くの人に愛され、詩にうたわれ、絵に描かれたようなところが著名な風景地として定着し、現在において文化的存在となっている。

## 風景論
風景についての見解や認識、鑑賞法や評価法、改造論や操作論など、さまざまな角度からの論考。日本で最初の近代的風景論は志賀の『日本風景論』（1894）といわれる。

## その他
和文通話表で｢ケ｣を示す際には景色のケと表す。